# Francisco Antonio Pacheco Fernández
Francisco Antonio Pacheco Fernández (Alajuela, 2 de abril de 1940) es un abogado, filósofo y político costarricense. Diputado y jefe de fracción en el período 1994-1998 y diputado y presidente de la Asamblea Legislativa en el 2006-2010. También ha sido presidente del Partido Liberación Nacional.

## Biografía
Pacheco Fernández nació en Alajuela, el 2 de abril de 1940. Se licenció en Filosofía y en Derecho por la Universidad de Costa Rica. Obtuvo un doctorado en Filosofía por la Universidad de Estrasburgo. Fue Ministro de Educación Pública bajo la primera administración Arias Sánchez. Primer Rector de la Universidad Estatal a Distancia.
Llegó a sustituir al presidente de la República Óscar Arias Sánchez en sus ausencias temporales a partir de 2009 ya que la Constitución establece que el presidente del Parlamento sustituye al Presidente en caso de que no haya vicepresidentes, los dos vicepresidentes de Arias habían renunciado; Kevin Casas Zamora a raíz de un escándalo político por la presentación de un memorándum que instigaba al gobierno a realizar prácticas éticamente cuestionables respecto al referéndum de 2007, y en el caso de Laura Chinchilla Miranda por razón de perseguir la candidatura presidencial del Partido Liberación Nacional. 
Durante la precampaña de 2013 se le rumoreó como posible precandidato en la Convención Nacional Liberacionista para representar a la tendencia arista, pero Pacheco declinó.